# Clasificación para la Copa Asiática 1984
La clasificación para la Copa Asiática 1984 se llevó a cabo entre agosto y octubre de 1984. Las selecciones de Singapur y Kuwait clasificaron automáticamente en sus condiciones de anfitrión y campeón defensor, respectivamente.
El formato utilizado fue una única etapa de grupos, donde los dos mejores equipos de cada zona obtenían el cupo para disputar el torneo a realizarse en Singapur.

## Sorteo
El día 10 de abril la Confederación Asiática de Fútbol anunció el orden original de los grupos para la clasificatoria el cual se presenta a continuación:
| Grupo 1   | Grupo 2        | Grupo 3         | Grupo 4       |
| --------- | -------------- | --------------- | ------------- |
| Bangladés | Arabia Saudita | Baréin          | Brunéi        |
| Birmania  | UAE            | Corea del Sur   | Catar         |
| Filipinas | Líbano         | India           | China         |
| Indonesia | Malasia        | Japón           | Hong Kong     |
| Irán      | Nepal          | Macao           | Irak          |
| Siria     | Omán           | Pakistán        | Jordania      |
| Tailandia | Sri Lanka      | Yemen del Norte | Yemen del Sur |

Sin embargo, 8 seleccionados optaron por no participar del proceso. Estos eran Birmania, Líbano, Baréin, Japón, Macao, Brunéi, Irak y Yemen del Norte. Debido a esto se hicieron un par de cambios en los grupos: Malasia fue cambiada desde el grupo 2 al grupo 3 y se incorporó a Afganistán en el grupo 4.

## Sedes
| Ciudad  | Estadio                               | Capacidad |
| ------- | ------------------------------------- | --------- |
| Yakarta | Estadio Bung Karno                    | 100.800   |
| Yida    | Prince Abdullah al-Faisal Stadium     | 23.000    |
| Calcuta | Yuva Bharati Krirangan                | 120.000   |
| Cantón  | Guangdong Provincial People's Stadium | 25.000    |

## Grupos

### Grupo 1
Los partidos se jugaron en Indonesia.
| País      | J | G | E | P | GF | GC | GD  | Pts |
| --------- | - | - | - | - | -- | -- | --- | --- |
| Irán      | 5 | 5 | 0 | 0 | 21 | 2  | +19 | 10  |
| Siria     | 5 | 3 | 0 | 2 | 9  | 8  | +1  | 6   |
| Indonesia | 5 | 3 | 0 | 2 | 6  | 5  | +1  | 6   |
| Tailandia | 5 | 3 | 0 | 2 | 9  | 10 | -1  | 6   |
| Bangladés | 5 | 1 | 0 | 4 | 6  | 13 | -7  | 2   |
| Filipinas | 5 | 0 | 0 | 5 | 3  | 16 | -13 | 0   |

Resumen de partidos:
| 6 de agosto de 1984 Indonesia | Indonesia                         | 2:1 (0:1) | Tailandia  | Estadio Bung Karno, Yakarta |  |
|                               | Sain Irmis 74' · Danny Bolung 90' |           | 26' Chalit |                             |  |

| 7 de agosto de 1984 Indonesia | Siria                                    | 2:0 (1:0) | Filipinas | Estadio Bung Karno, Yakarta    |                                |
|                               | Nabil El-Sibai 42' · Marwan Madarati 60' |           |           | Asistencia: 5.000 espectadores | Asistencia: 5.000 espectadores |

| 7 de agosto de 1984 Indonesia | Irán                                                     | 5:0 (0:0) | Bangladés | Estadio Bung Karno, Yakarta                               |                                                           |
|                               | Nasser Mohammadkhani 65' 78' 81' 89' Hamid Alidousti 90' |           |           | Asistencia: 5.000 espectadores Árbitro(s): Chlandar India | Asistencia: 5.000 espectadores Árbitro(s): Chlandar India |

| 9 de agosto de 1984 Indonesia | Indonesia          | 2:1 (1:0) | Bangladés          | Estadio Bung Karno, Yakarta     |                                 |
|                               | Sain Irmis 31' 58' |           | 89' Mohammed Aslam | Asistencia: 20.000 espectadores | Asistencia: 20.000 espectadores |

| 9 de agosto de 1984 Indonesia | Irán                                              | 3:1 (1:1) | Siria           | Estadio Bung Karno, Yakarta                                             |                                                                         |
|                               | Hamid Alidousti 3' 76' · Nasser Mohammadkhani 67' |           | 4' Marwan Hasan | Asistencia: 20.000 espectadores Árbitro(s): Yu Jong Lin Corea del Norte | Asistencia: 20.000 espectadores Árbitro(s): Yu Jong Lin Corea del Norte |

| 9 de agosto de 1984 Indonesia | Tailandia                           | 3:0 (2:0) | Filipinas | Estadio Bung Karno, Yakarta     |                                 |
|                               | Piyapong Pue-On 7' 34' · Chalit 48' |           |           | Asistencia: 20.000 espectadores | Asistencia: 20.000 espectadores |

| 11 de agosto de 1984 Indonesia | Siria                                       | 2:1 (1:1) | Bangladés            | Estadio Bung Karno, Yakarta |  |
|                                | Waleed Abou El-Sil 6' · Marwan Madarati 89' |           | 44' Kazi Jashimuddin |                             |  |

| 11 de agosto de 1984 Indonesia | Indonesia       | 1:0 (1:0) | Filipinas | Estadio Sriwedari, Surakarta |  |
|                                | Noah Meriem 18' |           |           |                              |  |

| 11 de agosto de 1984 Indonesia | Irán                                                                                            | 5:0 (2:0) | Tailandia | Estadio Bung Karno, Yakarta |  |
|                                | Mahmoud Me'mar 25' · Hamid Alidousti 31' 81' · Nasser Mohammadkhani 55' · Hameed Darakhshan 63' |           |           |                             |  |

| 13 de agosto de 1984 Indonesia | Bangladés                               | 3:2 (2:1) | Filipinas           | Estadio Sriwedari, Surakarta |  |
|                                | Wasim Iqbal 8' 49' · Mohammed Aslam 42' |           | 25' 58' Elmer Bedia |                              |  |

| 13 de agosto de 1984 Indonesia | Indonesia | 0:1 (0:0) | Irán                     | Estadio Bung Karno, Yakarta |  |
|                                |           |           | 78' Nasser Mohammadkhani |                             |  |

| 13 de agosto de 1984 Indonesia | Tailandia                                                          | 3:2 (0:1) | Siria                                             | Estadio Bung Karno, Yakarta |  |
|                                | Chalee Pirom 61' · Thanis Areesngarkul 72' · Chalor Hongkajohn 78' |           | 9' Nabil El-Sibai · 84' Abdul Kader Kardaghli 84' |                             |  |

| 15 de agosto de 1984 Indonesia | Tailandia                            | 2:1 (1:1) | Bangladés        | Estadio Sriwedari, Surakarta |  |
|                                | Chalit 24' · Thanis Areesngarkul 61' |           | 23' Ilyas Husein |                              |  |

| 15 de agosto de 1984 Indonesia | Indonesia      | 1:2 (1:0) | Siria                                      | Estadio Bung Karno, Yakarta     |                                 |
|                                | Sain Irmis 27' |           | 78' Abdul Kader Kardaghli · 85' Fouad Aziz | Asistencia: 65.000 espectadores | Asistencia: 65.000 espectadores |

| 15 de agosto de 1984 Indonesia | Irán | 7:1 (2:0) | Filipinas           | Estadio Bung Karno, Yakarta    |                                |
|                                | Zia Arabshai 16' · Nasser Mohammadkhani 20' 52' · Hamid Alidousti 48' · Reza Ahadi 50' 89' · Jaafar Mokhtarifar 77' |           | 69' Mariano Araneta | Asistencia: 4.000 espectadores | Asistencia: 4.000 espectadores |

NB: El día 18 de agosto se jugó un partido de desempate entre Irán y Siria (con propósito desconocido) que acabó en triunfo iraní por 1-0.

### Grupo 2
Los partidos se jugaron en Arabia Saudita.
| País           | J | G | E | P | GF | GC | GD  | Pts |
| -------------- | - | - | - | - | -- | -- | --- | --- |
| Arabia Saudita | 4 | 4 | 0 | 0 | 19 | 0  | +19 | 8   |
| UAE            | 4 | 3 | 0 | 1 | 24 | 2  | +22 | 6   |
| Sri Lanka      | 4 | 1 | 1 | 2 | 6  | 11 | –5  | 3   |
| Omán           | 4 | 1 | 1 | 2 | 9  | 15 | –6  | 3   |
| Nepal          | 4 | 0 | 0 | 4 | 0  | 30 | –30 | 0   |

Resumen de partidos:
| 19 de octubre de 1984 Arabia Saudita | Arabia Saudita | 7:0 | Nepal | Estadio Príncipe Abdullah al-Faisal, Yeda |  |

| 20 de octubre de 1984 Arabia Saudita | Oman | 1:1 | Sri Lanka | Estadio Príncipe Abdullah al-Faisal, Yeda |  |

| 22 de octubre de 1984 Arabia Saudita | Arabia Saudita | 1:0 | Emiratos Árabes Unidos | Estadio Príncipe Abdullah al-Faisal, Yeda |  |

| 22 de octubre de 1984 Arabia Saudita | Sri Lanka | 4:0 | Nepal | Estadio Príncipe Abdullah al-Faisal, Yeda |  |

| 24 de octubre de 1984 Arabia Saudita | Arabia Saudita | 5:0 | Sri Lanka | Estadio Príncipe Abdullah al-Faisal, Yeda |  |

| 24 de octubre de 1984 Arabia Saudita | Emiratos Árabes Unidos | 8:0 | Oman | Estadio Príncipe Abdullah al-Faisal, Yeda |  |

| 26 de octubre de 1984 Arabia Saudita | Arabia Saudita | 6:0 | Omán | Estadio Príncipe Abdullah al-Faisal, Yeda |  |

| 26 de octubre de 1984 Arabia Saudita | Emiratos Árabes Unidos | 11:0 | Nepal | Estadio Príncipe Abdullah al-Faisal, Yeda |  |

| 28 de octubre de 1984 Arabia Saudita | Emiratos Árabes Unidos | 5:1 | Sri Lanka | Estadio Príncipe Abdullah al-Faisal, Yeda |  |

| 28 de octubre de 1984 Arabia Saudita | Oman | 8:0 | Nepal | Estadio Príncipe Abdullah al-Faisal, Yeda |  |

### Grupo 3
Los partidos se jugaron en la India.
| País            | J | G | E | P | GF | GC | GD  | Pts |
| --------------- | - | - | - | - | -- | -- | --- | --- |
| Corea del Sur   | 4 | 3 | 1 | 0 | 13 | 0  | +13 | 7   |
| India           | 4 | 3 | 0 | 1 | 8  | 2  | +6  | 6   |
| Malasia         | 4 | 2 | 1 | 1 | 10 | 3  | +7  | 5   |
| Pakistán        | 4 | 1 | 0 | 3 | 4  | 14 | –10 | 2   |
| Yemen del Norte | 4 | 0 | 0 | 4 | 2  | 18 | –16 | 0   |

Resumen de partidos:
| 10 de octubre de 1984 India | Corea del Sur                 | 6:0 | Yemen del Norte | Yuva Bharati Krirangan, Calcuta |  |
|                             | Park Sung-hwa · Chung Hae-won |     |                 |                                 |  |

| 11 de octubre de 1984 India | Malasia | 5:0 | Pakistán | Yuva Bharati Krirangan, Calcuta |  |

| 12 de octubre de 1984 India | India | 4:0 | Yemen del Norte | Yuva Bharati Krirangan, Calcuta |  |

| 13 de octubre de 1984 India | Corea del Sur                                                       | 6:0 | Pakistán | Yuva Bharati Krirangan, Calcuta |  |
|                             | Lee Tae-ho 10' · Choi Sang-kook 15' · Park Sung-hwa · Wang Seon-Jae |     |          |                                 |  |

| 14 de octubre de 1984 India | India                         | 2:1 | Malasia       | Yuva Bharati Krirangan, Calcuta |  |
|                             | Narender Thapa · Bikash Panji |     | Zainal Abidin |                                 |  |

| 15 de octubre de 1984 India | Pakistán | 4:1 | Yemen del Norte | Yuva Bharati Krirangan, Calcuta |  |

| 16 de octubre de 1984 India | Corea del Sur | 0:0 | Malasia | Yuva Bharati Krirangan, Calcuta |  |

| 17 de octubre de 1984 India | India               | 2:0 (1:0) | Pakistán | Yuva Bharati Krirangan, Calcuta |  |
|                             | Shabbir Ali 24' 82' |           |          |                                 |  |

| 18 de octubre de 1984 India | Malasia | 4:1 | Yemen del Norte | Yuva Bharati Krirangan, Calcuta |  |

| 19 de octubre de 1984 India | India | 0:1 (0:0) | Corea del Sur       | Yuva Bharati Krirangan, Calcuta |  |
|                             |       |           | 48' Park Chang-Seon |                                 |  |

### Grupo 4
Los partidos se jugaron en China.
| País       | J | G | E | P | GF | GC | GD  | Pts |
| ---------- | - | - | - | - | -- | -- | --- | --- |
| China      | 4 | 4 | 0 | 0 | 15 | 0  | +15 | 8   |
| Catar      | 4 | 3 | 0 | 1 | 11 | 1  | +10 | 6   |
| Jordania   | 4 | 1 | 1 | 2 | 7  | 10 | –3  | 3   |
| Hong Kong  | 4 | 0 | 2 | 2 | 1  | 4  | –3  | 2   |
| Afganistán | 4 | 0 | 1 | 3 | 1  | 20 | –19 | 1   |

Resumen de partidos:
| 10 de septiembre de 1984 China | Catar | 8:0 | Afganistán | Estadio Provincial del Pueblo, Cantón |  |

| 10 de septiembre de 1984 China | Jordania        | 1:1 (1:1) | Hong Kong           | Estadio Provincial del Pueblo, Cantón |  |
|                                | Khaled Awad 35' |           | 45' Lai Wing-Cheong |                                       |  |

| 12 de septiembre de 1984 China | China                                                                | 6:0 | Afganistán | Estadio Provincial del Pueblo, Cantón |  |
|                                | Li Hui · Zhao Dayu · Li Huayun 64' · Zuo Shusheng 66' · Yang Zhaohui |     |            |                                       |  |

| 12 de septiembre de 1984 China | Catar                   | 1:0 (0:0) | Hong Kong | Estadio Provincial del Pueblo, Cantón |  |
|                                | Mohammed Al-Sowaidi 65' |           |           |                                       |  |

| 15 de septiembre de 1984 China | China                                                                    | 6:0 | Jordania | Estadio Provincial del Pueblo, Cantón |  |
|                                | Li Huayun 12' · Gu Guangming 13' · Zhao Dayu · Li Hui · Yang Zhaohui 88' |     |          |                                       |  |

| 15 de septiembre de 1984 China | Hong Kong | 0:0 (0:0) | Afganistán | Estadio Provincial del Pueblo, Cantón |  |

| 17 de septiembre de 1984 China | China             | 2:0 (0:0) | Hong Kong | Estadio Provincial del Pueblo, Cantón |  |
|                                | Zhao Dayu 59' 72' |           |           |                                       |  |

| 17 de septiembre de 1984 China | Catar                                          | 2:0 (1:0) | Jordania | Estadio Provincial del Pueblo, Cantón |  |
|                                | Man'a Al-Barshi 31' · Mohammed Al-Mohanadi 54' |           |          |                                       |  |

| 20 de septiembre de 1984 China | China         | 1:0 (0:0) | Catar | Estadio Provincial del Pueblo, Cantón |  |
|                                | Zhao Dayu 88' |           |       |                                       |  |

| 20 de septiembre de 1984 China | Jordania | 6:1 | Afganistán | Estadio Provincial del Pueblo, Cantón |  |

## Equipos clasificados
| Bandera de Irán          | Bandera de Siria    | Bandera de Arabia Saudita | Bandera de Emiratos Árabes Unidos |
| Irán                     | Siria               | Arabia Saudita            | Emiratos Árabes Unidos            |
| Bandera de Corea del Sur | Bandera de la India | Bandera de China          | Bandera de Catar.                 |
| Corea del Sur            | India               | China                     | Catar                             |
| ------------------------ | ------------------- | ------------------------- | --------------------------------- |